# Bulbella abscondita
Bulbella abscondita är en mossdjursart som beskrevs av Guido Jozef Braem 1951. Bulbella abscondita ingår i släktet Bulbella och familjen Victorellidae. Inga underarter finns listade i Catalogue of Life.